# Mera mål
Mera mål, skriven av Jan Nordlund, Johan Lagerlöf, Stefan Enberg, Markoolio och Daniel Bäckström, är en humoristisk fotbollslåt. Den användes som inofficiell kampsång åt Sveriges herrlandslag i fotboll vid Fotbolls-EM år 2000 i Belgien och Nederländerna, och gavs ut som singel samt på turnéupplagan av Markoolios album "Dikter från ett hjärta", som ursprungligen släpptes 1999. På den svenska singellistan i Sverige toppade singeln i flera veckor.
"Mera mål" blev mer populär än Sveriges officiella låt, "Explodera" av Staffan Hellstrand. Även Arne Hegerfors, Thomas Ravelli, Martin Dahlin, Mikael Riesebeck och Fredde Granberg medverkade i musikvideon till "Mera mål". "Mera mål" är en av få fotbollslåtar åt Sverige som blivit populär trots att det gick mindre bra för Sverige i turneringen. På grund av textens enkla och för sport självklara tema spelas låten ofta på sportevenemang.
Låten låg på Trackslistan i tre veckor under perioden 13 maj-10 juni år 2000, med andraplats som främsta placering. "Mera mål" testades på Svensktoppen den 3 juni år 2000, men misslyckades med att ta sig in på listan.
Zekes framförde låten i Dansbandskampen 2009, då Markoolio var kvällens tema i deltävlingens andra omgång.
I en version på Smurfhits 9 hette låten "Blåa Mål!".

## Låtlista
1. Mera mål! (radioversion) - 3:47
2. Markoolio - Gör det igen (Silicone remix 136 BPM) - 6:13
3. Mera mål! (karaokeversion) - 3:51
4. Mera mål! (utökad version) - 5:10

## Listplaceringar
| Lista (2000) | Topplacering |
| ------------ | ------------ |
| Sverige      | 1            |